# Акифьева, Ольга Васильевна
Ольга Васильевна Акифьева (род.20 июня 1917 года, Павлово, СССР; ум.25 декабря 2010 года, Москва) — советская конькобежка и велогонщица, чемпионка СССР по велоспорту (1940), бронзовый призёр (1936, 1938). Чемпионка СССР по конькобежному спорту в абсолютном зачёте (1938), 2-кратная серебряный  и 4-кратная бронзовый призёр чемпионата СССР в абсолютном зачёте. Заслуженный мастер спорта СССР (1948), рекордсменка мира на 3000 м (1951). Выступала за ДСО "Торпедо" (Горький), «Пищевик» (Ленинград), ДСО "Зенит" (Ленинград), ДСО "Водник" (Горький), «Большевик» (Ленинград), «Искра» (Ленинград) и «Буревестник» (Ленинград).

## Биография
Ольга Акифьева родилась в Павлове-на-Оке и коньками начала заниматься с шести лет. Как и многие конькобежки того времени, она делала первые шаги в русском хоккее. В начале 30-х, окончив семилетку в Павлове, она уехала в Горький учиться в физкультурный техникум им. Чкалова. В 1934 году на зимней Спартакиаде ВУЗов Горького одержала победу на простых коньках в забеге на 100 метров. 
В 1935 году, семнадцатилетняя девочка в первый же год своего появления на беговой дорожке СССР обратила на себя внимание. 21 февраля на всесоюзном празднике в Ленинграде в исключительно тяжелых условиях под дождём и в серьёзнейшей конкуренции Акифьева установила два всесоюзных рекорда на простых коньках 100 и 250 метров. В том же году она решила испытать свои силы на беговых коньках и стала тренироваться у Николая Ефимовича Челышева. 
Уже в 1936 году на соревнованиях на первенство города Горького заняла 4-е место, уступив знаменитому трио - Паромовой, Кузнецовой и Валововой. Тогда же дебютировала на чемпионате СССР, попав в десятку лучших. Через год выиграла 5000 метров, но упала на 500-метровке и потеряла шансы на победу в многоборье. 
В феврале 1937 года Акифьева, которая на тот момент работала инструктором физкультуры и выступала за горьковский автозавод им. Молотова, стала первой по сумме трёх дистанции на соревнованиях конькобежцев заводов-гигантов, а в марте завоевала большую серебряную медаль в соревнованиях на приз им. Кирова.
В 1938 году спортсменка горьковского "Торпедо" стала абсолютной чемпионкой страны, выиграв первые места в забегах на 500 и 1000 метров, а следом победила на первенстве общества "Торпедо". В конце февраля выиграла первенство ВЦСПС.
В феврале 1939 года Ольга стала серебряным медалистом чемпионата СССР, а через месяц стала второй в многоборье в соревнованиях на приз им. Кирова. В 1939 году поступила в ленинградский Институт имени П. Ф. Лесгафта и стала выступать в сезоне 1939/40 за ленинградский "Пищевик", а с 1941 года представляла общество "Зенит".
В 1940 и 1941 годах Акифьева становилась бронзовым призёром чемпионата СССР в классическом многоборье, при чём в 40-м взяла "золото" в забегах на 1000 и 5000 метров и выигрывала первенство Ленинграда. 
После начала войны соревнования были отменены и только в феврале 1944 года она вновь участвовала в чемпионате СССР, заняв 4-е место в абсолютном зачёте и второе место в беге на 3000 метров. В марте в 6-х соревнования на приз. им. Кирова Ольга стала бронзовым призёром многоборья.
В январе 1945 года Акифьева, уже выступавшая за горьковский "Водник" выиграла в беге на 1000 метров на первенстве Горького, а в феврале на зимней Спартакиаде профсоюзов (ВЦСПС) одержала победы в забегах на 500 и 1500 метров и стала победителем в многоборье.
В январе 1946 года Акифьева, которая переехала в Ленинград, вновь стала выступать за общество "Пищевик", и заняла в сумме многоборья первое место на первенстве Ленинграда. Через месяц вновь выиграла бронзу в общем зачёте многоборья на чемпионате страны. В марте в Ленинграде на соревнованиях с зарубежными конькобежцами она установила рекорды города на 4-х дистанциях и стала победителем в общем зачёте. В марте поднялась на 2-е место в многоборье в 7-х соревнованиях на приз. им. Кирова.
В 1947 году она окончила школу тренеров при Институте физкультуры имени П. Ф. Лесгафта. Через год она перешла в ленинградский ДСО "Большевик" и дебютировала в составе сборной страны на первом для советских женщин чемпионате мира в Турку, где заняла общее 7-е место. В 1949 году 31-летняя спортсменка заняла 2-е место в многоборье на чемпионате Ленинграда, уступив более молодой спортсменке Зинаиде Кротовой.
В феврале 1950 года Ольга выступала на чемпионате мира в Москве, где заняла 8-е место в сумме многоборья и малую бронзовую медаль на 1000 метров. На чемпионате СССР она заняла 7-е место в абсолютном зачёте. 
16 февраля 1951 года на льду катка Медео, который только что построили, она установила рекорд мира на дистанции 3000 метров — 5:22,2 сек. Этим рекордом Акифьева владела почти год — до января 1952‑го, когда Римма Жукова на том «Медео» пробежала дистанцию на 0,9 сек. быстрее. В марте 1951 года на чемпионате СССР Акифьева заняла 4-е место в многоборье, и выиграла "золото" на 5000 метров. 
В сезоне 1951/52 Акифьева выступала за ленинградскую "Искру" и в декабре 1951 года выиграла всесоюзные соревнования спортивных обществ по сумме 4-х дистанции. В 1952 году смогла занять 2-е место в абсолютном зачёте на чемпионате СССР и на чемпионате мира в Кокколе стала 9-й в многоборье. 
В 1953 году на чемпионате мира в Лиллехаммере заняла 5-е место, а на чемпионате СССР в Алма-Ате 35-летняя ленинградка стала бронзовым призёром в многоборье. Весной также стала третьей в соревнованиях на приз им. Кирова. 
Через год на чемпионате мира в Эстерсунде заняла 11-е место. На первенстве СССР она финишировала на высоком 5-м месте в абсолютном зачёте. В 1955 году Акифьева в очередной раз выиграла первенство Ленинграда, выиграв три дистанции. На своём последнем чемпионате СССР в Алма-Ате она заняла 8-е место. В том же году завершила спортивную карьеру.

## Велоспорт
Ольга Акифьева также была отличной велогонщицей. Уже в 1936 году она стала бронзовым призёром на чемпионате СССР по велокроссу, а в 1938 году в групповой гонке. Чемпионом страны она стала в 1940 году в командной гонке на 25 км.

## Тренерская деятельность
С 1956 по 1968 годы работала тренером в Детско-юношеской спортивной школе (ДЮСШ "Буревестник" г. Ленинград), а с 1968 по 1971 годы была тренером в ДЮСШ (г. Мурманск).

## Личная жизнь и семья
Внук Ольги Васильевны, Сергей Акифьев, ученик 306-й школы Ленинского района города Ленинграда, также пошёл по стопам своей бабушки в конькобежном спорте. 
Ольга Васильевна умерла 25 декабря 2010‑го, похоронена в Санкт-Петербурге.

## Награды
- 29 апреля 1957 года - награждена медалью «За трудовое отличие»[44].
- награждена медалью «За доблестный труд в Великой Отечественной войне 1941—1945 гг. — «награждались лица, проработавшие на предприятии, в учреждении, на транспорте, в совхозе, МТС не менее одного года в период с июня 1941 года по май 1945 года.»